# 239. Infanterie-Division (Deutsches Kaiserreich)
Die 239. Infanterie-Division war ein Großverband der Preußischen Armee im Ersten Weltkrieg.

## Geschichte
Die Division wurde am 16. Januar 1917 zusammengestellt und während des Ersten Weltkriegs ausschließlich an der Westfront eingesetzt. Nach Kriegsende marschierte die Division geschlossen in die Heimat zurück, wurde demobilisiert und schließlich aufgelöst.

### Gefechtskalender

#### 1917
- 16. Februar bis 30. März – Reserve der OHL
- 31. März bis 5. April – Stellungskämpfe in der Champagne
- 06. April bis 27. Mai – Doppelschlacht Aisne-Champagne
- 28. Mai bis 11. Oktober – Stellungskämpfe bei Reims
- 12. Oktober bis 24. November – Schlacht in Flandern
- 23. November bis 3. Dezember – Grenzschutz an der belgisch-holländischen Grenze
- 04. bis 18. Dezember – Stellungskämpfe in Flandern und Artois
- ab 19. Dezember – Stellungskämpfe in Flandern

#### 1918
- bis 27. Februar – Stellungskämpfe in Flandern
- 26. Februar bis 1. April – Stellungskämpfe in Flandern und Artois
  - 16. bis 20. März – Stellungskämpfe im Artois und Aufmarsch zur Großen Schlacht in Frankreich
- 21. März bis 6. April – Große Schlacht in Frankreich
  - Durchbruchschlacht Monchy-Cambrai
  - 24. bis 25. März – Schlacht bei Bapaume
- 07. bis 10. April – Kämpfe zwischen Arras und Albert
- 11. bis 18. April – Schlacht bei Armentières
- 11. bis 30. April – Stellungskämpfe in Flandern und Artois
- 01. Mai bis 18. Juni – Stellungskämpfe in Lothringen
- 07. Juli bis 9. Oktober – Stellungskämpfe bei Reims
  - 26. September bis 9. Oktober – Abwehrschlacht in der Champagne und an der Maas
- 10. bis 12. Oktober – Kämpfe vor der Hunding- und Brunhild-Front
- 13. bis 24. Oktober – Stellungskämpfe an der Aisne
- 25. Oktober bis 4. November – Kämpfe vor und in der Hermannstellung
- 05. bis 11. November – Rückzugskämpfe vor der Antwerpen-Maas-Stellung
- ab 12. November – Räumung des besetzten Gebietes und Marsch in die Heimat

## Gliederung

### Kriegsgliederung vom 6. Januar 1918
- 239. Infanterie-Brigade
  - Infanterie-Regiment Nr. 466
  - Infanterie-Regiment Nr. 467
  - Infanterie-Regiment Nr. 468
  - 4. Eskadron/Dragoner-Regiment „König Karl I. von Rumänien“ (1. Hannoversches) Nr. 9
- Artillerie-Kommandeur Nr. 239
  - 2. Thüringisches Feldartillerie-Regiment Nr. 55
  - Fußartillerie-Bataillon Nr. 78
- Pionier-Bataillon Nr. 239
- Divisions-Nachrichten-Kommandeur Nr. 239

## Kommandeure
| Dienstgrad      | Name                        | Datum                               |
| --------------- | --------------------------- | ----------------------------------- |
| Generalleutnant | Hugo Schmiedecke            | 16. Januar 1917 bis 11. Januar 1918 |
| Generalleutnant | Maximilian von Reitzenstein | 12. Januar 1918 bis Januar 1919     |